# Зелений Гай (станція)
Зелений Гай — проміжна залізнична станція Херсонської дирекції Одеської залізниці на лінії Колосівка — Миколаїв між роз'їздом Новокатеринівка (17 км) та станцією Ясна Зоря (11 км). Розташована біля села Зелений Гай Миколаївського району Миколаївської області

## Історія
Станція відкрита 1944 року.

## Пасажирське сполучення
На станції зупиняються приміські поїзди сполученням Миколаїв-Вантажний — Колосівка.
До 25 жовтня 2020 року на станції також зупинявся поїзд далекого сполучення «Таврія» Запоріжжя — Одеса до його скасування.